# Melian
Pour l’article homonyme, voir Melian (groupe).
Melian [ˈmeli.an] est un personnage de fiction du légendaire (legendarium) de l'écrivain J. R. R. Tolkien, apparaissant notamment dans le livre Le Silmarillion.
Avant la création d'Arda, Melian était la sœur de Yavanna. Elle est une Maia, servante de Vána et d'Estë. Elle vécut longtemps dans la Lórien (au pays d'Aman à Valinor) où elle soignait les arbres dans les jardins d'Irmo, alias le Vala Lórien. Elle vécut aussi en Terre du Milieu, dans le royaume caché de Doriath.
Elle est la mère de Lúthien Tinúviel et, comme sa fille, est souvent accompagnée de rossignols.

## Histoire
Étant une Maia, elle appartient donc à ceux des Ainur qui décidèrent de façonner la terre et de voir leurs destins liés à elle. Ayant des pouvoirs moindres que les Valar (les Ainur supérieurs ayant choisi le destin terrestre), les Maiar sont les serviteurs des Valar. 
Elle vécut un moment en Almaren et lorsque Melkor attaqua et détruisit les deux Lampes, elle quitta les Terres du Milieu pour le pays d'Aman aux côtés des Valar. Les Valar décidèrent de fortifier l'endroit contre les attaques de Melkor en édifiant de hautes montagnes. Ce pays fut appelé Valinor.
Quittant les Terres Immortelles de Valinor pour se rendre en Terre du Milieu, Melian deviendra reine du royaume de Doriath, épouse de l'elfe Elwë Singollo, surnommé Thingol duquel elle aura une unique fille Lúthien Tinuviel, qui épousa un être de la race des hommes contribuant ainsi, et pour l'unique fois, à faire passer le sang de la race des Ainur dans celui des races elfique et humaine.

## Le passage de Melian en Terre du Milieu

### L'arrivée de Melian en Terre du Milieu
Apprenant que les aînés des enfants d'Iluvatar s'étaient éveillés et traversaient la Terre du Milieu, menés par le Vala Oromë, héraut de Manwë, afin de s'établir dans les Terres Occidentales de Valinor, Melian se rendit en Beleriand en Terre du Milieu pour apercevoir les Elfes. Découvrant en chemin la beauté de la Terre du Milieu désertée par les Valar, elle s'arrêta dans la forêt de Nan Elmoth, où elle commença à chanter. Un jeune chef Elfe, Elwë Singollo, qui passait non loin entendit la voix de Melian et se laissa guider dans la clairière où elle se tenait debout.
Elwë souhaitant demeurer avec Melian en Terre du Milieu, confia la direction de son peuple à son frère cadet Olwë. Elwë et Melian restèrent donc seuls dans les bois pendant maintes années, et finalement se marièrent. Ils sortirent des bois, s'installèrent à Menegroth, les Mille Cavernes, et en firent la capitale de leur royaume, Doriath (car nombre d'Elfes préférèrent finalement rester en Terre du Milieu de laquelle ils s'étaient épris et choisirent Elwë pour roi, lequel prit alors le nom de Elu Thingol, le Roi au "gris mantel" (Greymantle)).

### Melian quitte la Terre du Milieu pour Valinor
Après l'assassinat de Thingol, Melian fit don du Silmaril à sa fille Lúthien et ordonna au Capitaine de Doriath, Mablung, de prendre en main la défense du royaume (qui ne tarda pas à sombrer). Le sort qui lui était réservé n'est pas clairement exposé dans l'œuvre de Tolkien, mais il semble qu'elle fit mourir son corps afin de quitter la Terre du Milieu pour retourner à Valinor (car étant du peuple des Ainur, son essence est immortelle). Sur les Terres Immortelles, elle pleura la perte de son époux enfermé dans les Salles des morts de Mandos.

## Les pouvoirs de Melian
Melian conçut une barrière invisible et enchantée ceinturant son royaume, qui fut appelée l'Anneau de Melian (the Girdle of Melian). Cet anneau empêchait quiconque d'entrer à Doriath à moins d'y avoir été invité. L'intensité du pouvoir de l'anneau de Melian diffère selon les versions (Le Silmarillion ou Contes et légendes inachevés), mais il semble acquis que cet « anneau » invisible encerclait le royaume de Thingol telle une muraille imperceptible mais néanmoins infranchissable. Personne ne pouvait la traverser de son propre chef, à moins d'avoir un pouvoir supérieur à celui de Melian — ce qui, évidemment n'était pas courant en Terre du Milieu. De sorte que les voyageurs qui n'étaient pas invités à pénétrer dans le royaume se perdaient inexorablement dans les méandres enchantés des bois, pour ne jamais retrouver leur chemin.
Pourtant, Melian prédit qu'un jour un être dont le destin serait plus puissant que son propre pouvoir passerait les frontières invisibles et pénétrerait dans le royaume de Doriath. Ceci illustre par ailleurs la conception de Tolkien qui concevait le destin comme un pouvoir bien supérieur à celui des puissances terrestres, fussent-elles Ainur. Et c'est ainsi que Beren entra dans le royaume de Doriath et s'éprit de Lúthien, la fille de l'elfe Thingol et de la Maia Melian. En dépit des signes du destin, Thingol refusa de donner la main de sa fille à un Homme, qui plus est de piètre lignée, sauf à ce que cet homme prouve sa valeur en lui rapportant l'un des trois uniques Silmarils incrustés à la couronne de fer de Morgoth, le plus puissant des êtres après Iluvatar (ce qui par conséquent lui semblait impossible à accomplir). Melian mit en garde Thingol contre cette quête, qui allait mener finalement à la dévastation de leur royaume.